# Erin McNeice
Erin McNeice (* 6. April 2004 in Rodmersham, England) ist eine britische Sportkletterin.

## Karriere
McNeice begann fünfjährig zu klettern. Mit 12 Jahren nahm sie erstmals an einem nationalen Wettkampf teil. 2021 erreichte sie bei den Jugendweltmeisterschaften den 5. Platz im Bouldern und den 10. Platz im Lead. Ein Jahr später wurde sie ins britische Nationalteam aufgenommen.
2023 nahm sie an ihrem ersten Weltcup teil, wo sie den 57. Platz im Lead erreichte. 2024 wurde sie im Boulder-Weltcup in Keqiao sowie im Lead-Weltcup in Wujiang jeweils Fünfte. Bei den Olympischen Qualifikationswettkämpfen erreichte sie in Shanghai und Budapest jeweils den dritten Platz und qualifizierte sich somit für die Olympischen Spiele in Paris. Dort erreichte sie den fünften Platz.
Beim Boulder-Weltcup in Seoul 2024 erreichte sie den dritten Platz und stand somit erstmals auf einem Weltcup-Podest.